# Verrucosa alvarengai
Verrucosa alvarengai Lise, Kesster & Silva, 2015 è un ragno appartenente alla famiglia Araneidae.

## Etimologia
Il nome della specie è in onore dell'entomologo Moacyr Alvarenga, che raccolse questi esemplari il 27 agosto 1960.

## Caratteristiche
L'olotipo femminile rinvenuto ha lunghezza totale è di 8,50mm; la lunghezza del cefalotorace è di 3,00mm; e la larghezza è di 2,90mm.

## Distribuzione
La specie è stata reperita in Brasile: l'olotipo femminile è stato rinvenuto nei pressi della località Miguel Couto, quartiere della cittadina di Nova Iguaçu, nello stato di Rio de Janeiro.

## Tassonomia
Al 2015 non sono note sottospecie e non sono stati esaminati nuovi esemplari.